# Fermat-számok
A Fermat-számok a matematikában elsőként Pierre de Fermat (ejtsd: pier dö fermá) által tanulmányozott (majd később róla elnevezett) pozitív egész számok, mégpedig a következő sorozat elemei:
Tehát ha egy kettőhatványt kettes hatványalapra emelünk és hozzáadunk egyet, Fermat-számot kapunk.
Az első nyolc Fermat-szám:
F0 = 21 + 1 = 3
F1 = 22 + 1 = 5
F2 = 24 + 1 = 17
F3 = 28 + 1 = 257
F4 = 216 + 1 = 65537
F5 = 232 + 1 = 4294967297 = 641 × 6700417
F6 = 264 + 1 = 18446744073709551617 = 274177 × 67280421310721
F7 = 2128 + 1 = 340282366920938463463374607431768211457 = 59649589127497217 × 5704689200685129054721
Jelenleg csak az első 12 Fermat-szám prímtényezőkre bontását ismerjük teljesen. Az ismert információk megtalálhatók a (Prime Factors of Fermat Numbers) lapon.

## Fermat-prímek
Ha Fn = 2n + 1 prímszám, akkor – amint ez megmutatható – n szükségképp 2-hatvány. Ugyanis ha nem lenne 2-nek egy hatványa, akkor létezne {\displaystyle n}-nek 1-nél nagyobb páratlan osztója, mondjuk n = ab, ahol {\displaystyle b\geq 3} páratlan és {\displaystyle a\geq 1} természetes számok, így pedig {\displaystyle 2^{n}+1=2^{(ab)}+1=(2^{a})^{b}+1\equiv (-1)^{b}+1=0{\pmod {(2^{a}+1)}}}. Más szóval, minden 2n + 1 alakú prím Fermat-szám, így Fermat-prímnek nevezendő. Az ismert Fermat-prímek a következők: F0, F1, F2, F3 és F4.

## Tulajdonságok
A Fermat-számok sorozata eleget tesz a következő, rekurzív definícióra is alkalmas egyenlőségeknek (n ≥ 2-re), melyek mindegyike indukcióval belátható:
{\displaystyle F_{n}=(F_{n-1}-1)^{2}+1},
{\displaystyle F_{n}=F_{n-1}^{2}-2(F_{n-2}-1)^{2}},
{\displaystyle F_{n}=F_{n-1}+2^{2^{n-1}}F_{0}\cdots F_{n-2}},
{\displaystyle F_{n}=F_{0}\cdots F_{n-1}+2} {\displaystyle =} {\displaystyle \prod _{i=0}^{n-1}F_{i}+2}.
Az utolsó egyenlőség felhasználásával belátható Goldbach tétele; ti. bármely két Fermat-szám relatív prím (mellesleg, ebből meg bizonyítható, hogy végtelen sok prímszám van).
Azt viszonylag könnyű belátni, hogy egyik Fermat-szám sem valódi prímhatvány.

## Prímteszt
Mint speciális alakú számokra oly gyakran, egyszerű prímteszt van Fermat-számokra. Ha {\displaystyle n\geq 1}, akkor az {\displaystyle F_{n}=2^{2^{n}}+1} Fermat-szám pontosan akkor (akkor és csak akkor) prím, ha
teljesül.

## Prímosztók
Ha k legalább 2, az Fk szám minden prímosztója {\displaystyle p=2^{k+2}x+1} alakú. Ennek bizonyításához legyen d 2 rendje mod p, azaz a legkisebb olyan kitevő, hogy {\displaystyle 2^{d}\equiv 1{\pmod {p}}}.
Mivel
d nem osztja 2k-t de osztja 2k+1-et. De ekkor d csak 2k+1 lehet. Másrészt a kis Fermat-tétel miatt d osztója p-1-nek, azaz  {\displaystyle p=2^{k+2}x+1} alakú, tehát 8-cal osztva 1-et ad maradékul. Ezért a Legendre-szimbólum tulajdonságai miatt
ahonnan adódik, hogy d osztja (p-1)/2-t, ami azonos azzal, amit állítottunk.
Ez megkönnyíti a Fermat-számok prímfelbontását, ami a Mersenne-prímek kutatásához hasonló internetes-programozói versennyé kezd válni. Például ha F5-öt próbáljuk felbontani, a prímosztókat 128x+1 alakban kell keresnünk. Az x=1,3,4 esetek kiesnek, mert ekkor 128x+1 összetett, x=2-re 257=F3-t kapjuk, ami a fentiek szerint nem oszthatja F5-öt tehát az első igazi eset p=641 és ez valóban osztó.

## Sejtések
Sok sejtést lehet a Fermat-számokról felállítani és ezek mindegyike reménytelenül nehéz.
Sejtjük, de nem tudjuk bizonyítani, hogy az ismerteken kívül nincs több prím. De még azt sem tudjuk, hogy végtelen sok összetett Fermat-szám van, hogy mind négyzetmentes, vagy akár, hogy végtelen sok négyzetmentes Fermat-szám van.